# Congolius
Congolius (česky žába z Konga) je rod žab z čeledi rákosničkovitých, který popsal roku 2021 český vědec Václav Gvoždík.
Rod objevil v pralesích středního Konga, jižně od řeky Kongo V. Gvoždík se svým týmem, doktorandy Tadeášem Nečasem z Česka a Gabrielem Badjedjeou z Konga.
K určení nového rodu byla využita morfologická analýza a mikropočítačová tomografie. Congolius pravděpodobně představuje případ konvergentní evoluce, což znamená, že žáby z tohoto rodu sice vypadají velice podobně jako jiný rod žab (v tomto případě rod Hyperolius), ale nejsou s ním blízce příbuzné.